# Plutônio-240
Plutônio-240 é um isótopo do plutônio, formado quando um átomo de plutônio-239 captura um nêutron, geralmente quando um átomo de Pu-239 captura um nêutron a repulsão eletromagnética entre os prótons vence a interação nuclear forte então ele sofre fissão nuclear, mas uma parte simplesmente vira Pu-240.
Ele não deve estar em  uma porcentagem maior que 7% dentro de uma arma nuclear pois um quilo de Pu-240 gera 450 000 fissões espontâneas por segundo podendo criar uma reação em cadeia e causar a detonação prematura da arma.

## Taxa de fissão e decaimento
Somente um terço dos átomos de Pu-240 sofrem fissão quando absorvem um nêutron, dois terços dele vira Plutônio-241, a meia-vida dele é de 6 563 anos, e decai atraves da emissão alfa na qual uma particula alfa é expelida pelo núcleo atômico para deixa-lo mais estável, esse decaimento gera 5,255 MeV(mega elétrons volts).

## Ver tambem
- Pu-239
- Pu-241